# Landelijk kampioenschap amateurvoetbal 2009/10
In het landelijk kampioenschap amateurvoetbal maken de zes Hoofdklasse kampioenen uit wie zich de beste amateurclub van het land mag noemen.
Titelhouder is zondaghoofdklasser WKE, dat vorig jaar na twee wedstrijden zaterdagkampioen Rijnsburgse Boys versloeg (1-0 in Rijnsburg, 3-2 in Emmen, WKE won na strafschoppen).
De kampioenen van de zaterdag Hoofdklasse A, B en C spelen in een competitie van vier speelronden, net als de kampioenen van de zondag Hoofdklasse A, B en C. Beide winnaars spelen in de landelijke finale om de algemene titel.
De eerste deelnemer, Excelsior'31, werd bekend op 24 april. Zij werden op die dag kampioen in de zaterdag Hoofdklasse C. Zaterdagkampioen IJsselmeervogels versloeg zondagkampioen Gemert in de finale over twee wedstrijden en werd voor de zesde keer algemeen landskampioen.

## Kampioenschap zaterdag

### Teams
| Klasse | Club             |
| ------ | ---------------- |
| A      | Barendrecht      |
| B      | IJsselmeervogels |
| C      | Excelsior'31     |

### Programma en uitslagen
| Datum              | Wedstrijd                       | Uitslag       | Scoreverloop                                                                                   |
| ------------------ | ------------------------------- | ------------- | ---------------------------------------------------------------------------------------------- |
| 11 mei 2010, 20:00 | Barendrecht - IJsselmeervogels  | 0 - 0         |                                                                                                |
| 15 mei 2010, 15:00 | IJsselmeervogels - Excelsior'31 | 2 - 1 (0 - 1) | 34' Davina 0-1, 59' J. Winter 1-1, 90+1' Den Harder 2-1                                        |
| 22 mei 2010, 14:30 | Excelsior'31 - Barendrecht      | 1 - 1 (1 - 0) | 2’ Leferink 0-1, 90+3’ Alex van Dommelen 1-1                                                   |
| 25 mei 2010, 20:00 | IJsselmeervogels - Barendrecht  | 4 - 0 (1 - 0) | 16’ De Harder 1-0, 55’ De Harder 2-0, 74’ Jeffrey Winter 3-0, 76’ De Harder 4-0                |
| 29 mei 2010, 14:30 | Excelsior'31 - IJsselmeervogels | 0 - 1 (0 - 1) | 35’ Tol 0-1                                                                                    |
| 5 juni 2010, 14:30 | Barendrecht - Excelsior'31      | 3 - 1 (1 - 1) | 31’ Ozkok 0-1, 32’ Alex van Dommelen 1-1 (s), 82’ Michael van Dommelen 2-1, 85’ Van Eijken 3-1 |

### Stand
| # | Club             | Ges | W | G | V | Pnt | DV | DT | DS |
| - | ---------------- | --- | - | - | - | --- | -- | -- | -- |
| 1 | IJsselmeervogels | 4   | 3 | 1 | 0 | 10  | 7  | 1  | +6 |
| 2 | Barendrecht      | 4   | 1 | 2 | 1 | 5   | 4  | 6  | −2 |
| 3 | Excelsior'31     | 4   | 0 | 1 | 3 | 1   | 3  | 7  | −4 |

## Kampioenschap zondag

### Teams
| Klasse | Club        |
| ------ | ----------- |
| A      | AFC         |
| B      | Gemert      |
| C      | De Treffers |

### Programma en uitslagen
| Datum              | Wedstrijd            | Uitslag       | Scoreverloop                                                                                               |
| ------------------ | -------------------- | ------------- | --- |
| 13 mei 2010, 14:30 | De Treffers - AFC    | 1 - 1 (0 - 1) | 45+2' Kanepa 0-1, 81' Van de Langenberg 1-1                                                                |
| 16 mei 2010, 14:30 | AFC - Gemert         | 0 - 0         | |
| 24 mei 2010, 14:30 | Gemert - De Treffers | 3 - 1 (0 - 0) | 49’ Mark van Dijk 1-0, 58’ Bas van der Reijken 2-0, 60’ Jens Leijten 3-0, 78’ Said Echargui 3-1            |
| 27 mei 2010, 19:30 | AFC - De Treffers    | 1 - 4 (1 - 0) | 8’ Tony de Groot 0-1, 49’ Said Echargui 0-2, 50’ Tony de Groot 0-3, 65’ Linger 1-3, 80’ Said Echargui 1-4, |
| 30 mei 2010, 14:30 | Gemert - AFC         | 1 - 0 (1 - 0) | 1’ Bas van der Reijken 1-0                                                                                 |
| 6 juni 2010, 14:30 | De Treffers - Gemert | 2 - 2 (2 - 1) | 3’ Tony de Groot 1-0, 40’ Frits van Putten 2-0, 45+2’ Ronald van Herpen 2-1, 78’ Ronald van Herpen 2-2,    |

### Stand
| # | Club        | Ges | W | G | V | Pnt | DV | DT | DS |
| - | ----------- | --- | - | - | - | --- | -- | -- | -- |
| 1 | Gemert      | 4   | 2 | 2 | 0 | 8   | 6  | 3  | +3 |
| 2 | De Treffers | 4   | 1 | 2 | 1 | 5   | 8  | 7  | +1 |
| 3 | AFC         | 4   | 0 | 2 | 2 | 2   | 2  | 6  | −4 |

## Landelijke finale
| Datum               | Wedstrijd                 | Uitslag   | Scoreverloop                                                                       |
| ------------------- | ------------------------- | --------- | ---------------------------------------------------------------------------------- |
| 12 juni 2010, 17:00 | Gemert - IJsselmeervogels | 0-1 (0-0) | ‘74 Kevin Winters                                                                  |
| 19 juni 2010, 18:00 | IJsselmeervogels - Gemert | 4-0 (2-0) | ‘6 Wouter van Hoof, ‘19 Jeffrey Winter, ‘74 Jeffrey Winter, ‘90 Raymond Bronkhorst |

Vanaf 2016 staan alle competities op 1 pagina.

1983/84 · 1984/85 · 1985/86 · 1986/87 · 1987/88 · 1988/89 · 1989/90 · 1990/91 · 1991/92 · 1992/93 · 1993/94 · 1994/95 · 1995/96 · 1996/97 · 1997/98 · 1998/99 · 1999/00 · 2000/01 · 2001/02 · 2002/03 · 2003/04 · 2004/05 · 2005/06 · 2006/07 · 2007/08 · 2008/09 · 2009/10 · 2010/11 · 2011/12 · 2012/13 · 2013/14 · 2014/15 · 2015/16